# جيل ستاين
جيل ألين ستاين (بالإنجليزية:  Jill Ellen Stein)‏ (مواليد 14 مايو 1950) هي طبيبة أمريكية، وناشطة، ومرشحة سياسية متكررة. وهي مرشحة حزب الخضر لمنصب رئيس الولايات المتحدة الأمريكية في انتخابات 2024، وكانت في السابق مرشحة الحزب في انتخابات عام 2012 و2016 . كانت مرشحة حزب الخضر - قوس قزح لمنصب حاكم ولاية ماساتشوستس عام 2002 و2010.
ولدت في شيكاغو ونشأت في هايلاند بارك، إلينوي، تخرجت شتاين بامتياز مع مرتبة الشرف من كلية هارفارد عام 1973 ومن كلية هارفارد للطب عام 1979. بدأت شتاين حياتها المهنية ناشطة في التسعينيات خلال فترة عملها طبيبة ممارسة، وذلك استجابةً للمخاوف المتزايدة بشأن تأثير التعرض للسموم على الصحة. في بداية عملها كناشطة، دعت شتاين إلى إغلاق المنشآت السامة، وتحسين معايير جودة الهواء في مصانع الفحم، وإصلاح تمويل الحملات الانتخابية.
خلال مسيرتها المهنية ترشحت شتاين للعديد من المناصب العامة. ترشحت لمنصب رئيس الولايات المتحدة في عامي 2012 و2016. وترشحت للمرة الثالثة في انتخابات 2024  ضد المرشح الجمهوري دونالد ترامب والمرشحة الديمقراطية كامالا هاريس. تخوض شتاين حملتها الانتخابية التي تركز على موقفها المناهض للحرب، والرعاية الصحية الشاملة، والتعليم العام المجاني، و"صفقة خضراء جديدة حقيقية" اشتراكية بيئية، وحماية قوية للعمال.

## حياتها المبكرة
وُلدت ستاين في شيكاغو بولاية إيلينوي، هي ابنة غلاديس (وول قبل الزواج) وجوزيف ستاين. نشأت في هايلاند بّارك، إيلينوي. ينحدر والداها من يهود روس، وتربت ستين في أسرة يهودية إصلاحية، وارتادت مَجمع نورث شور إسرائيل في شيكاغو. وتعتبر نفسها الآن لاأدرية.
في عام 1973، تخرجت بامتياز من كلية هارفارد، حيث درست علم النفس، علم الاجتماع، وعلم الإنسان. ثم ارتادت بعدها مدرسة طب هارفارد وتخرجت عام 1979. بعد تخرجها من مدرسة طب هارفارد، مارست ستاين الطب الباطني لمدة 25 سنة في مركز بيت إسرائيل ديكونيس الطبي، والمركز الصحي في كلية سيمونز، وشركة هارفارد بيليغريم هيلث كير، اللتان تقعان في منطقة بوسطن. وعملت أيضًا مدرسة للطب في مدرسة طب هارفارد.

## نشاطها المبكر ومهنتها السياسية
باعتبارها طبيبة، أصبحت ستاين مهتمةً بشكل متزايد بالرابط بين صحة الناس وجودة بيئتهم المحلية، وقررت أن تنتقل إلى النشاطية عام 1998، عندما بدأت بالاحتجاج ضد مصانع الفحم »الخمسة القذرين« في ماساتشوستس. منذ عام 1998، عملت في قسم الأطباء من أجل المسؤولية الاجتماعية في مجلس بوسطن الكبرى. حصلت على »جائزة ليس في الفناء الخلفي لأي شخص« من كلين واتر أكشن في عام 1998 و»جائزة بطل صحة الأطفال« عام 200، »جائزة المواطن« من مركز أعمال المسممات عام 1999، و»جائزة صديق الأرض« من جامعة سالم ستيت عام 2004. 
شاركت ستاين في كتابة تقريرين بواسطة قسم الأطباء من أجل المسؤولية الاجتماعية في بوسطن الكبرى، في طريق الضرر: التهديدات السامة لنمو الطفل (2000)، والتهديدات البيئية للشيخوخة الصحية (2009). أُعيد نشر تقرير في طريق الضرر في دورية طب الأطفال التنموي والسلوكي الخاضعة لمراجعة الأقران عام 2002.
قالت ستاين إنها تركت الحزب الديمقراطي وانضمت إلى الحزب الأخضر عندما »قَتَلَ الحزب الديمقراطي إصلاح تمويل الحملة الانتخابية في ولايتي«.

## سياسة ماساتشوستس
بدأت ستاين بمهنتها السياسية عن طريق الترشح عن حزب غرين-رينبو لمنصب حاكم ماساتشوستس عام 2002. كان توني لورينزين رفيقها في الترشح، وهو مدرس لاهوت في مدرسة ثانوية. حصَلت على المركز الثالث من بين خمسة مرشحين، مع فارق 76,530 صوتًا (3.5%)، عن الفائز الجمهوري ميت رومني.
ثم رشحت ستاين لدائرة ميدلسكس التاسعة، والتي شملت أجزاءً من والتهام وليكسنغتون. حصلت على 3,911 صوتًا (21.3%) في سباق ثلاثي، وتغلبت على المشرح الجمهوري ولكنها كانت متخلفةً كثيرًا عن الديمقراطي توماس أم. ستانلي الذي يشغل المنصب حاليًا.
في عام 2005، ركزت ستاين أنظارها محليًا، وترشحت لاجتماع بلدة ليكسينجتون، وهي الهيئة التشريعية المحلية في ليكسينجتون بولاية ماساتشوستس. في اجتماع بلدة تمثيلي، اختيرت ستاين لواحدٍ من سبعة مقاعد في الدائرة الانتخابية 2 (ليكسينجتون، ماساتشوستس). حصلت على المركز الأول من بين 16 مرشحًا، وحصلت على 539 صوتًا (20.6%). أُعيد انتخاب ستاين عام 2008، وحصلت على المركز الثاني من بين 13 مرشحًا تنافسوا على ثمانية مقاعد. استقالت ستاين خلال فترة دورتها الثانية لتترشح لمنصب الحاكم مرة أخرى.

## روابط خارجية
- جيل ستاين على موقع IMDb (الإنجليزية)
- جيل ستاين على موقع ميوزك برينز (الإنجليزية)
- جيل ستاين على موقع قاعدة بيانات الفيلم (الإنجليزية)